# سيرجيو أنريك قصعين بيرنانديس
سيرجيو أنريك قصعين بيرنانديس (بالبرتغالية: Embu‏) (18 مايو 1973 في البرازيل – )؛ هو لاعب كرة قدم سابق كان يلعب كلاعب وسط.

## وصلات خارجية
- سيرجيو أنريك قصعين بيرنانديس على موقع رابطة كرة القدم اليابانية للمحترفين (اليابانية)
- سيرجيو أنريك قصعين بيرنانديس على موقع قاعدة بيانات كرة القدم.إي يو (الإنجليزية)
- سيرجيو أنريك قصعين بيرنانديس على موقع عالم كرة القدم.نت (الإنجليزية)